# Hrdina socialistické práce (Bulharsko)
Hrdina socialistické práce (bulharsky: Герой на социалистическия труд) byl čestný titul Bulharské lidové republiky vytvořený roku 1948. Byly jím vyznamenávány osobnosti, které výjimečným způsobem přispěly v oblasti národního hospodářství, vědy, umění, vzdělávání a výzkumu.

## Historie a pravidla udílení
Čestný titul byl založen prezidiem Národního shromáždění Bulharské lidové republiky výnosem č. 960 ze dne 15. června 1948  pod názvem Hrdina práce. Jeho vzorem byl sovětský titul Hrdina socialistické práce. V roce 1950 byl titul přejmenován dle sovětského vzoru na Hrdina socialistické práce. Udílen byl občanům Bulharska i cizím státním příslušníkům za vynikající přínos na poli národního hospodářství, vědy, vzdělávání, výzkumu a umění. Udělení titulu bylo spojené s udělením Řád Georgiho Dimitrova.
Po pádu komunistického režimu byl řád v roce 1990 zrušen. Do té doby byl udělen přibližně v 1700 případech.

## Insignie
Odznak měl podobu pěticípé zlaté hvězdy o průměru 32 mm vyrobené z 14 karátového zlata. Na přední straně byl reliéf zobrazující srp a kladivo. Na zadní straně byl nápis na čtyřech řádcích ГЕРОЙ НА СОЦИАЛИСТИЧЕСКИЯ ТРУД (hrdina socialistické práce).
Odznak byl zavěšen na červené stuze, která byla připevněna mezi dvěma zlatými destičkami.